# Sistema de janelas

Esquema: Servidor de ecrã, gerenciador de janela e interface gráfica

Sistema de janelas baseado Wayland

Um sistema de janelas (inglês Windowing System) é um componente de uma interface gráfica de usuário (GUI), e mais especificamente de um ambiente de área de trabalho, que fornece suporte à implementação de gerenciadores de janelas, e fornece suporte básico para o hardware gráfico, dispositivos apontadores, como mouses, e teclados. O cursor do mouse também é geralmente desenhado pelo sistema de janelas.
O termo sistema de janelas é por vezes usado para se referir a outros elementos de uma interface gráfica, tais como os pertencentes a gerenciadores de janelas ou até mesmo aplicativos. Enquanto em alguns sistemas operacionais, a distinção entre os aplicativos, gerenciadores de janela e as suas tecnologias de suporte estão desfocadas, estritamente falando, um sistema de janelas não inclui janelas em si.
Do ponto de vista do programador, um sistema de janelas implementa primitivas gráficas, tais como renderização de fontes ou o desenhar de uma linha na tela, efetivamente proporcionando uma abstração do hardware gráfico a partir de elementos de nível superior da interface gráfica, como gerenciadores de janela.
Um sistema de janelas permite ao usuário do computador trabalhar com vários programas ao mesmo tempo. Cada programa é executado em sua própria janela, que é geralmente uma área retangular da tela. A maioria dos sistemas de janelas têm suporte básico de re-parentalidade, que permite que as janelas se sobreponham, no entanto as maneiras pelas quais elas interagem normalmente é controlada pelo gerenciador de janelas.
Alguns sistemas de janelas, como o X Window System ou Wayland, tem capacidades avançadas, tais como a transparência da rede, permitindo que o usuário exiba aplicações gráficas rodando em uma máquina remota. O X Window System tem uma abordagem estritamente em camadas, e não implementa qualquer política específica em relação à aparência das interfaces gráficas de usuário, e seu comportamento, deixando isso para os gerenciadores de janelas X, toolkit widget e ambientes de desktop.